# Familiehemmeligheden
Familiehemmeligheden (originaltitel The Family Secret) er en amerikansk stumfilm fra 1924 af William A. Seiter.

## Medvirkende
- Diana Serra Cary som Peggy Holmes
- Gladys Hulette som Margaret Selfridge
- Frank Currier som Simon Selfridge
- Lucy Beaumont som Abigail Selfridge
- Edward Earle som Garry Holmes
- Martin Turner som Mose
- Elizabeth Mackey som Mandy
- Martha Mattox som Sneed
- Cesare Gravina som Tomaso Silvano